# Cat Burns
Pour les articles homonymes, voir Burns.
Cat Burns, née le 6 juin 2000 dans le borough de Lambeth, est une autrice-compositrice-interprète britannique. Elle rencontre la reconnaissance du public avec son single Go (en) sorti en 2020. Ce dernier gagne en popularité en 2022 via TikTok, puis atteint finalement la deuxième place du UK Singles Chart. Sony Music décrit le son de Burns comme un mélange d'influences gospel et pop combinées à de la musique indépendante avec une forte touche de guitare. Burns est trois fois nommée aux Brit Awards.

## Carrière
Burns enregistre son premier EP Adolescent à l'âge de seize ans alors qu'elle étudie encore à la BRIT School. Elle explique s'être lié d'amitié avec un condisciple dont les parents lui ont construit un studio d'enregistrement dans leur abri de jardin. Ensemble, ils ont composé les chansons qui forment la base d'Adolescent, auto-publié le 1er octobre 2016. À la suite de cette sortie, Burns tente d'obtenir un contrat d'enregistrement mais a du mal, comme si l'industrie de la musique ne savait pas quoi faire avec un artiste comme elle.
Le 15 mai 2019, Naïve, son deuxième EP, sort.
Burns attire l'attention du public en 2020 pendant les confinements liés au COVID-19 lorsqu'elle publie des reprises et des chansons originales sur TikTok. Go devient viral et elle obtient alors un contrat d'enregistrement avec Since 93, une filiale de RCA Records. Sorti à l'origine en 2020, Go atteint finalement la deuxième place du UK Singles Chart, la première place étant tenue par As It Was de Harry Styles,. En 2022, Cat Burns fait la première partie du chanteur de Years & Years, Olly Alexander lors de l'étape britannique de sa tournée Night Call et puis celle d'Ed Sheeran lors de certaines dates de son +–+–=÷× Tour (en). Burns a interprète Go et People Pleaser lors du Jools' Annual Hootenanny (en) 2022, après avoir fait ses débuts lors duLater ... avec Jools Holland en mai,.

## Talent artistique
Dans une interview de 2019 avec Gal-dem, Burns cite Kirk Franklin, Anne-Marie, Destiny's Child et Marvin Sapp comme ses influences musicales. Elle mentionne également Kim Burrell (en), Donnie McClurkin, Tracy Chapman, India Arie, Tori Kelly, Lily Allen, Jimi Hendrix, Michael Jackson et Stevie Wonder comme des influences notables de son enfance. Discutant de son son, Burns déclare : « Je dirais que c'est juste de la pop avec un côté plus cool parce qu'évidemment je suis influencé par tellement de choses différentes. Au début, je voulais que ce soit… parce que j'aimais tellement Ed Sheeran, je voulais être une autrice-compositrice-interprète et une guitariste, puis comme j'ai trouvé mon propre son et ce que je voulais en faire, c'était principalement juste de la pop mais je chante avec mon accent donc ça a ce côté britannique mais je parle juste de choses auxquelles les gens peuvent s'identifier et de choses qui me sont arrivées ou qui sont arrivées à d'autres personnes »

## Vie privée
Cat Burns est née à Londres. Ses deux parents ont émigré du Liberia pendant la guerre civile. Elle est queer. Dans une interview accordée à Gay Time, elle explique avoir d'abord eu du mal à concilier sa sexualité avec son ethnicité, déclarant « Si vous êtes une femme noire, je veux que vous vous sentiez entendue et vue. Nous sommes des personnes vulnérables capables d'avoir beaucoup d'émotions. Et, être une femme noire queer ajoute une couche à cela. ». Burns raconte son coming out à sa famille dans sa chanson Free.
Burns souffre de TDAH et note dans une interview avoir souvent trouvé cela utile dans son processus créatif, expliquant « Les accords et les mots viennent en même temps, mais le concept vient en premier et j'ai constaté que ce système a toujours fonctionné pour moi ! Cela aide le processus d'écriture de la chanson à devenir beaucoup plus rapide, ce qui est excellent pour mon cerveau TDAH ! ».

## Discographie

### EP
| Titre                   | Détails |
| ----------------------- | --- |
| Adolescent              | - Sortie : 1er octobre 2016 - Label : Auto-publié - Formats : téléchargement numérique, diffusion en continu |
| Naïve                   | - Sortie : 15 mai 2019 - Label : Since 93/ RCA - Formants : téléchargement numérique, diffusion en continu   |
| Emotionally Unavailable | - Sortie : 20 mai 2022 - Label : Since 93/RCA - Formats : téléchargement numérique, diffusion en continu     |

### Singles
| Fallen Out of Love                                                                                | 2017 | —  | —  | —  | —  | — | —  | —   |                                                  | Non-album singles       |
| Trust Issues                                                                                      | 2017 | —  | —  | —  | —  | — | —  | —   |                                                  | Non-album singles       |
| Mine (with Mahogany)                                                                              | 2018 | —  | —  | —  | —  | — | —  | —   |                                                  | Non-album singles       |
| I Don't Blame You                                                                                 | 2019 | —  | —  | —  | —  | — | —  | —   |                                                  | Non-album singles       |
| Fool in Love                                                                                      | 2020 | —  | —  | —  | —  | — | —  | —   |                                                  | Non-album singles       |
| Go                                                                                                | 2020 | 2  | 97 | 60 | 9  | 3 | 21 | 198 | - BPI : Platine - IFPI AUT : Or - RMNZ : Platine | Emotionally Unavailable |
| Into You                                                                                          | 2021 | —  | —  | —  | —  | — | —  | —   |                                                  | Non-album singles       |
| It's Over                                                                                         | 2021 | —  | —  | —  | —  | — | —  | —   |                                                  | Non-album singles       |
| Free                                                                                              | 2021 | —  | —  | —  | —  | — | —  | —   |                                                  | Non-album singles       |
| People Pleaser                                                                                    | 2022 | 77 | —  | —  | 86 | — | —  | —   |                                                  | Non-album singles       |
| Sleep at Night                                                                                    | 2022 | —  | —  | —  | —  | — | —  | —   |                                                  | Non-album singles       |
| "-" désigne un enregistrement qui n'a pas été enregistré ou n'a pas été publié sur ce territoire. |      |    |    |    |    |   |    |     |                                                  |                         |

## Tournée

### En tant que première partie
- Night Call Tour (2022) des Years & Years
- +–=÷× Tour (2022) de Ed Sheeran

## Récompenses et nominations
| Année | Organisateur            | Travail nommé | Titre                                      | Résultat   | Réf.   |
| ----- | ----------------------- | ------------- | ------------------------------------------ | ---------- | ------ |
| 2022  | MTV Europe Music Awards | Elle-même     | Meilleure artiste britannique et irlandais | Nomination | [ 28 ] |
| 2023  | BBC Radio 1             | Elle-même     | Sound of 2023                              | Nomination | [ 29 ] |
| 2023  | Brit Awards             | Elle-même     | Rising Star                                | Nomination | [ 30 ] |
| 2023  | Brit Awards             | Elle-même     | Meilleur artiste britannique pop/R&B       | Nomination | [ 31 ] |
| 2023  | Brit Awards             | Go            | Chanson de l'année                         | Nomination | [ 31 ] |